# Kerry Keller (actriz chilena)
Kerry Keller (nacida Amalia Keller Rosenblatt, Buenos Aires, 1919-Santiago de Chile, 20 de noviembre de 2016) fue una actriz chilena de la generación del 41. Considerada en 1945 como la «reina del jazz chileno».

## Biografía
A los tres años de edad se trasladó a Chile. Radicada en Rancagua, a los 15 años, en 1934, se presentó y resultó contratada para cantar en radio El Mercurio y actuar en un programa llamado La Hora en Broma. A los 15 años dominaba correctamente el inglés, y al escuchar una audición en la cual se interpretaba jazz, quedó en la radio.
Sus estudios los realizó en el Liceo de Niñas de Rancagua y luego, bachillerato en el Liceo Isaura Dinator de Guzmán de Santiago, prosiguieron paralelamente a la interpretación, para ingresar posteriormente a la Universidad de Chile a estudiar Ciencias Económicas. 

## Carrera artística
Dejó estos estudios cuando Henry Kardos, le insistió trabajar en el Casino de Viña del Mar a cantar jazz para el público que bebe whiskey and soda, que fuma costosos puros habanos y que baila con desopilante gesto. Participó en las jam sessions realizadas por el Hot Club de Chile, donde también cantó la lady crooner Lucy Page Guevara, quien más tarde será la presidenta del Club de Jazz de Talca en 1980. En 1941 Kerry Keller viajó por primera vez a Buenos Aires, actuando durante unos meses en radio Splendid con la Orquesta de Kardos, presentándose también en el Alvear Palace Hotel con la Orquesta de Julio Rosenberg, y luego viajó a Río de Janeiro, donde obtuvo mucho éxito.
De regreso a Chile, Keller actuó como lady crooner entre 1944 y 1945. Primero en la radio Sociedad Nacional de Minería, donde interpretaba spirituals acompañada por “un conjunto pequeño de jazz formado y dirigido por Theo Van Rees". Al año siguiente, junto a Agustín Siré, son contratados por la BBC de Londres por un período de seis meses. Antes de regresar a Chile pasó por España. 
A fines de 1967 Kerry interpretó a una cantante negra en el tercer cuadro de Fulgor y muerte de Joaquín Murieta de Pablo Neruda. 
En 1989 Keller asistió, junto a Bélgica Castro y Alejandro Sieveking, al Festival Internacional de Teatro de San José por la Paz en Costa Rica.

## Vida personal
Durante sus últimos años, Keller vivió en las afueras de Santiago, en Pirque, junto con una de sus hijas y rodeada del cariño de sus hijas, nietas, nietos y amigas actrices, sobre todo de Bélgica Castro, con quien mantuvo una amistad de años. 
En septiembre de 2016, recibió la Medalla de Reconocimiento a la Trayectoria bajo el contexto de los 75 años del Teatro Experimental por la Universidad de Chile.
Keller falleció el 20 de noviembre de 2016, a la edad de noventa y cinco años.

## Obras
- 1944: Sueño de una noche de verano (dir.: Pedro de la Barra, sala 16 de la Universidad de Chile)
- 1945: Nuestro pueblo (dir.: Pedro de la Barra, sala 13 de la Universidad de Chile)
- 1946: Tartufo (dir.: Pedro Orthous, sala 13 de la Universidad de Chile)
- 1952: Fuenteovejuna (dir.: Pedro Orthous, Teatro Municipal de Santiago)
- 1953: Chañarcillo (dir.: Pedro de la Barra), Teatro Municipal de Santiago)
- 1954: Doña Rosita la soltera (dir.: Pedro Mortheiru, sala Antonio Varas)
- 1955: Fuerte Bulnes (dir.: Pedro Orthous, sala Antonio Varas)
- 1956: El sombrero de paja de Italia (dir.: Pedro Orthous, sala Antonio Varas)
- 1956: Ya nadie se llama Deidamia (dir.: Pedro Mortheiru, sala Antonio Varas)
- 1957: Las brujas de Salem (dir.: Domingo Piga, sala Antonio Varas)
- 1959: La ópera de los tres centavos (dir.: Eugenio Guzmán, sala Antonio Varas)
- 1959: El amor de los cuatro coroneles (dir.: Teresa Orrego, Teatro Petit Rex)
- 1960: Parejas de trapo (dir.: Eugenio Guzmán, sala Antonio Varas)
- 1961: El rinoceronte (dir.: Pedro Orthous, sala Antonio Varas)
- 1962: Ánimas de día claro (dir.: Víctor Jara, sala Antonio Varas)
- 1964: Romeo y Julieta (dir.: Eugenio Guzmán, sala Antonio Varas)
- 1965: La Remolienda (dir.: Víctor Jara, sala Antonio Varas)
- 1966: Marat Sade (dir.: William Irvin Oliver, sala Antonio Varas)
- 1967: Fulgor y muerte de Joaquín Murieta (dir.: Pedro Orthous, sala Antonio Varas)
- 1968: El rehén (sala Antonio Varas)
- 1969: El evangelio según San Jaime (dir. Pedro Orthous, sala Antonio Varas)
- 1970: El señor Puntila y su criado Matti (dir.: Hannes Fischer, sala Antonio Varas)
- 1973: Las troyanas (dir.: Pedro Orthous, sala Antonio Varas)
- 1977: La señora de los jueves ( Los Comediantes)
- 1984: La última edición (dir.: Fernando González, sala Camilo Henríquez)
- 1989: Palomas ingenuas (dir.: Alejandro Sieveking, golpón Los Leones)
- 1991: Golondrina (dir.: Hernán Letelier, Teatro Nacional)
- 1992: Roberto Zucco (dir.: Alejandra Gutiérrez, Teatro Nacional)

## Televisión
- 1982: De cara al mañana
- 1984: Andrea, justicia de mujer
- 1997: Santiago City
- 2004: Geografía del deseo

## Premios
- 1977: Premio La Chilena Consolidada a la Mejor Actriz de teatro por su papel por La señora de los jueves.[5]
- 1977: Premio APES a la Mejor Actriz de teatro por La señora de los jueves, otorgado por Asociación de Periodistas de Espectáculos de Chile.[6]
- 2016: Medalla a la Trayectoria a los 75 años del Teatro Experimental, otorgado por la Universidad de Chile.